# King Dinosaur
King Dinosaur este un film SF american din 1955 regizat de Bert I. Gordon pentru Lippert Pictures. În rolurile principale joacă actorii Douglas Henderson, Patti Gallagher.

## Prezentare
O planetă nouă apare în sistemul nostru solar. Patru oameni de știință (două cupluri) sunt trimiși să exploreze proaspăt-„botezata” planeta Nova. În mijlocul unor interludii romantice, echipa se confruntă cu o iguana care seamănă cu un Tyrannosaurus Rex.

## Actori
| Actor             | Personaj             |                |
| ----------------- | -------------------- | -------------- |
| William Bryant    | Dr. Ralph Martin     | ca Bill Bryant |
| Wanda Curtis      | Dr. Patricia Bennett |                |
| Douglas Henderson | Dr. Richard Gordon   |                |
| Patti Gallagher   | Nora Pierce          |                |
| Marvin Miller     | Narator              |                |